# ناحیه سود اوست (بورکینافاسو)
ناحیه سود اوست (به لاتین: Sud-Ouest Region) یک منطقهٔ مسکونی در بورکینافاسو است که در بورکینافاسو واقع شده‌است. ناحیه سود اوست ۱۶٬۱۵۳ کیلومتر مربع مساحت و ۸۷۴٬۰۳۰ نفر جمعیت دارد.